# Вальєхера
Вальєхера (ісп. Vallejera) — муніципалітет в Іспанії, у складі автономної спільноти Кастилія-і-Леон, у провінції Бургос. Населення — 47 осіб (2010).
Муніципалітет розташований на відстані близько 200 км на північ від Мадрида, 42 км на південний захід від Бургоса.

## Демографія
Динаміка населення (INE ):